# Daniell (cràter)
Daniell és un cràter d'impacte de la Lluna situat a la meitat sud del Lacus Somniorum. Al sud-sud-est apareix el cràter molt més gran Posidonius. El sistema d'esquerdes Rimae Daniell es troba a l'oest del cràter Daniell.

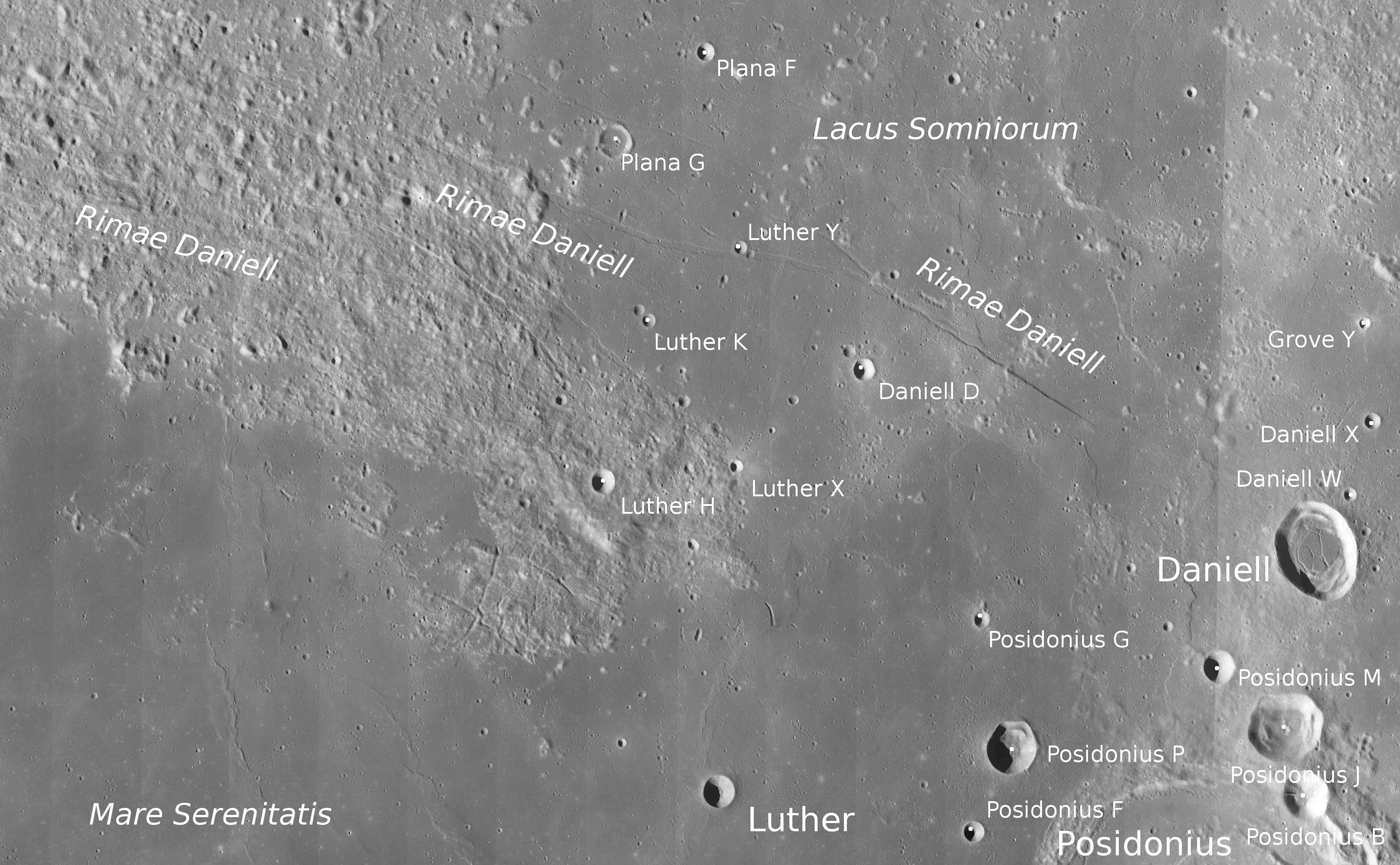
Localització de Daniell (centre dreta de la imatge)
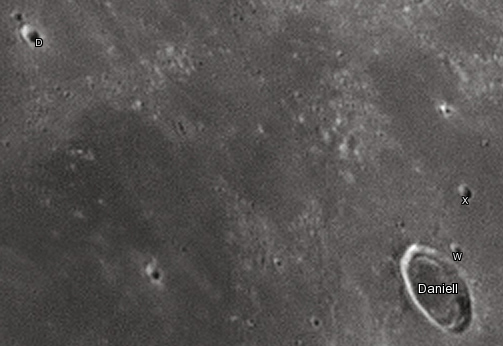
Cràters satèl·lit
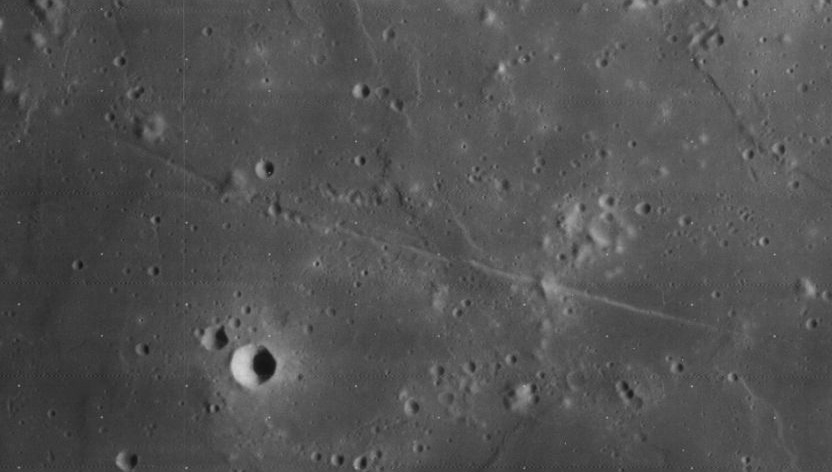
Rimae Daniell. Fotografia de la missió Lunar Orbiter 4 (1967)

La vora de Daniell és de forma ovalada, amb l'eix major orientat de nord-nord-oest a sud-sud-est. La major part de la paret està ben formada i relativament lliure de desgast, excepte a l'extrem sud. L'interior amb prou feines presenta trets distintius, i no té un pic central. La superfície interior té una albedo inferior a la dels voltants, amb característiques similars a les del material present a la rima.

## Cràters satèl·lit
Per convenció aquests elements són identificats en els mapes lunars posant la lletra en el costat del punt central del cràter que està més proper a Daniell.
| Daniell | Coordenades                          | Diàmetre |
| ------- | ------------------------------------ | -------- |
| D       | 37° 00′ N, 25° 48′ E / 37.0°N,25.8°E | 6 km     |
| W       | 35° 54′ N, 31° 30′ E / 35.9°N,31.5°E | 3 km     |
| X       | 36° 36′ N, 31° 48′ E / 36.6°N,31.8°E | 5 km     |